# Stefan Hierländer
Stefan Hierländer (ur. 3 lutego 1991 w Villach) – austriacki piłkarz  występujący na pozycji pomocnika w austriackim klubie Sturm Graz oraz w reprezentacji Austrii.

## Sukcesy

### Red Bull Salzburg
- Puchar Austrii: 2011/2012
- Mistrz Austrii: 2011/2012
- Puchar Austrii: 2013/2014
- Mistrz Austrii: 2013/2014

### Sturm Graz
- Puchar Austrii: 2017/2018
- Puchar Austrii: 2022/2023[4]